# Římskokatolická farnost Velká Chyška
Římskokatolická farnost Velká Chyška je zaniklým územním společenstvím římských katolíků v rámci pelhřimovského vikariátu českobudějovické diecéze. V reformy církevní správy byla farnost k 1. lednu 2020 sloučena s farností Pacov.

## O farnosti

### Historie
Ve 40. letech 12. století byla ves Velká Chyška věnována do majetku strahovských premonstrátů. Plebánie je zde doložena v roce 1359. Původní románský farní kostelík byl zbořen v 19. století. Na jeho místě byl pak v roce 1898 vystavěn kostel nový v pseudorománském stylu. Před svým zánikem byla farnost administrována excurrendo z farnosti v Pacově.

#### Přehled duchovních správců
- do r. 2008 R.D. Mgr. Jaromír Stehlík (ex currendo z Pacova)
- 2008–2014 R.D. Mgr. Tomáš Hajda (ex currendo z Pacova)
- od r. 2014 R.D. Mgr. Jaroslav Šmejkal (ex currendo z Pacova)

#### Kněží - rodáci z farnosti
- D. Zikmund Záběhlický, O.Praem., premonstrátský kněz z kanonie v Nové Říši na Moravě, rodem z Útěchovic pod Strážištěm, zemřel v koncentračním táboře v Auschwitz 20. ledna 1943

## Kostely a kaple farnosti
| Kostel                       | Místo        | Bohoslužba             | Bohoslužba             | Poznámka            |
| ---------------------------- | ------------ | ---------------------- | ---------------------- | ------------------- |
| Kaple                        | Bratřice     | neslouží se pravidelně | neslouží se pravidelně | obecní kaple        |
| Kostel svatého Jana Křtitele | Velká Chyška | sobota                 | 18.00                  | bývalý farní kostel |